# Tito Rúscio Númio Galo
Tito Rúscio Númio Galo (em latim: Titus Rustius Nummius Gallus) foi um senador romano nomeado cônsul sufecto em 34 com Quinto Márcio Bareia Sorano.